# Álvar Gómez de Ciudad Real el Viejo
Álvar Gómez de Ciudad Real (el Viejo), secretario y administrador de los Reyes de Castilla y León Juan II y Enrique IV que vivió en los dos últimos tercios del siglo XV, abuelo del humanista, poeta y traductor Álvar Gómez de Ciudad Real, el Joven.

## Biografía
Según el cronista Diego Enríquez del Castillo (Segovia, 1443-id., d. 1503) era "de baxa sangre, que de su linage no conviene hacer memoria", esto es, de origen judeoconverso. No muy distinto juicio ofrece el opuesto historiador Alfonso de Palencia: 
Cierto Álvar García de Villarreal, hombre ignorante, necio, de oscuro origen y bajas inclinaciones, y a quien por esto mismo nombró su secretario apenas subió al trono, cual si el cargo y su ejercicio correspondieran de derecho a persona imperita, oscura y de costumbres relajadas.
Obtuvo el favor del rey Enrique gracias a la mediación de Juan Pacheco, marqués de Villena. En la Corte consiguió mejorar sus rentas: obtuvo el señorío de Maqueda y compró San Silvestre y Torrejón de Velasco. Además, obtuvo del rey una ejecutoria de hidalguía para fundar mayorazgo, aunque, fiel al marqués de Villena, empezó ya a intrigar en secreto contra Enrique IV durante una embajada que le dieron ante el rey de Francia y servía de confidente al grupo de nobles que encabezaba la revuelta para elevar al trono al infante Alfonso obligando a abdicar al deshonroso Enrique IV; el rey terminó enterándose, sin embargo, y mandó al contador mayor, un converso llamado Pedro Arias Dávila, sitiar Torrejón de Velasco y tomarlo para sí. No por ello dejó de seguir apoyando a Alfonso, y participó en la llamada Farsa de Ávila (1465). La rebelión fracasó y Enrique IV ordenó confiscar sus bienes y sitiar Maqueda. Pero el obispo de Sigüenza Pedro González de Mendoza, futuro arzobispo de Toledo, instigado por el marqués de Villena, Juan Pacheco, consiguió un trueque de tierras por medio del cual Álvar Gómez se quedó con algunas que tenía el obispo en Guadalajara (Yélamos, Pioz, Atanzón y El Pozo) para fundar su propio mayorazgo. Entre tanto Álvar Gómez se había hecho eventualmente alcalde mayor de Toledo (1467) al capitanear una u a revuelta de conversos, y para cerrar este trato renunció también a este cargo.
Tuvo de su esposa Catalina dos hijos: Pedro, primogénito, y Alfonso, fraile franciscano, como segundón, y cuatro hijas legales y una natural, que fue reconocida, aunque la última, en la fundación del mayorazgo.